# Paavo Seppänen
Paavo Antero Seppänen, född 24 juni 1924 i Sulkava, död 17 januari 2013 i Esbo, var en finländsk sociolog. 
Seppänen blev student 1951, politices kandidat 1954 samt politices licentiat och politices doktor 1958. Han var 1954–1962 assistent och forskare vid Helsingfors universitet samt därefter tillförordnad professor vid Pedagogiska högskolan i Jyväskylä, biträdande professor vid Helsingfors handelshögskola och professor vid Samhälleliga högskolan i Tammerfors samt 1969–1988 professor i sociologi vid Helsingfors universitet. 
Seppänen studerade bland annat förändringar i samhällsstrukturen i Finland, frågor med anknytning till arbetsliv och fritid, religiöst beteende och idrotten som samhällsfaktor samt skrev Sulkava kommuns historia (två band, 1999–2002). Han var 1971–1973 ordförande i idrottsförbundens samarbetsdelegation, som hade till uppgift att dryfta en sammanslagning av idrottens centralorganisationer i Finland.

## Utmärkelser
- Kommendörstecknet av Finlands Lejons orden[1]
- Minnesmedalj för deltagande i 1941-1945 års krig[1]
- Riddartecknet av I klass av Finlands Vita Ros’ orden[1]
- Finlands idrottskulturs förtjänstkors[1]

[Redigera Wikidata]